# Mount Jackling
Mount Jackling är ett berg i Antarktis. Det ligger i Västantarktis. Nya Zeeland gör anspråk på området. Toppen på Mount Jackling är 709 meter över havet.
Terrängen runt Mount Jackling är lite kuperad. Trakten är obefolkad. Det finns inga samhällen i närheten.